# Nyctodryas
Nyctodryas là một chi bướm đêm thuộc họ Noctuidae.